# Castillon-la-Bataille
Castillon-la-Bataille è un comune francese di 3 249 abitanti, situato nel dipartimento della Gironda, nella regione della Nuova Aquitania.

## Storia
La battaglia di Castillon si svolse il 17 luglio 1453, e mise fine alla guerra dei cent'anni. Il 27 novembre 1953, Castillon-sur-Dordogne cambiò nome in Castillon-la-Bataille.

## Società

### Evoluzione demografica
Abitanti censiti